# Геенна

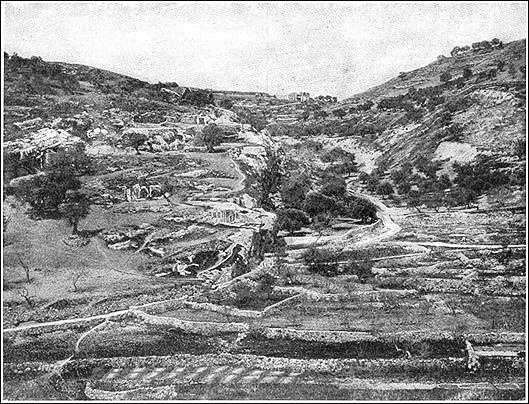
Долина Еннома, около 1900 года

Гее́нна (ивр. גהנום, גהנם‎ «Ге-гинном», др.-греч. γέεννα огненная) — символ Судного дня в иудаизме и христианстве, в исламе является равнозначным слову «ад».
Название образовано от названия долины Еннома к юго-западу от Иерусалима, где хананейцы занимались идолопоклонством, а позже ставшей местом свалки нечистот. Смрад, шедший от этой долины, сделал её впоследствии символом ада (Матф. 5:22).

## Этимология
На др.-греч. γέεννα ге́енна, встречается в Новом Завете, является фонетической транскрипцией иудео-арамейского языка евреев Вавилона (ивр. גהנא‎ гихана).
В Коране «геенна» (араб. جهنم‎, gahannam, джаханнам) является синонимом ада и родственно другим словам из семитских языков (ивр. גהנא‎, gēhannā; ивр. גהנם‎, gehinnam).
В Талмуде встречается как ивр. גהנם‎ gehinnam или ивр. גהנום‎ gehinnom. На еврейском ge hinnom буквально означает «долина Еннома», что известно в Танахе как gai ben-hinnom, буквально «долина сынов Еннома».

### Долина Еннома
Можно заметить, что древнее ханаанейское название долины, которая находится к югу от Иерусалима, возле Солнечных ворот: «Хеенна огненная» — долина «Хенном» или «Бен Хенном» — долина сыновей Хеномовых. Считается, что название «Хенном» происходит от имени древнеханаанского божества подземного огня «Хен, Хин (Хна), Кен (Кна)», упоминаемого также и в текстах из Рас-Шамры (Угарита). Очевидно, что это одно из архаичных имён протоханаанейского Великого бога-отца раннеземледельческой религии, бога земли и преисподней. По одному из преданий бог Хна (Кен) и его супруга Хенат (Кенат) являлись родоначальниками (некоторых племён) ханаанеев. Не исключено, что именно это наименование («Хен, Хин (Хна), Кен (Кна)») мифического предка автохтонного населения Ханаана и послужило им как для самоназвания («Бен Хенном» — сыны Хена, Кена), так и для наименования страны (Кна(а)н — земля (долина) сынов К(е)на).
Долина Еннома, долина Енномовых (Нав. 15:8; Нав. 18:16), или долина сыновей Еннома (4Цар. 23:10; 2Пар. 28:3; Иер. 7:32) (ивр. גיא בן הִנֹּם‎) — одна из двух долин (вторая — Кедронская долина) рядом со старым городом Иерусалим. Арабское название — Вади-эр-Рабаби. Изначально название этого места не было связано с наказанием и огнём. Долина эта находилась к югу от Иерусалима, неподалёку от т. н. «Солнечных врат». Очевидцы сообщали, что в этой долине сжигали мусор и мёртвых животных. На этом основании современные словари связывают эту территорию с местом наказания — место скопления негодного, разных отбросов, сжигаемых огнём.
Однако символика геенны имеет более глубокие корни. Следует помнить, что в древних культурах практически любое действие было действием ритуальным, религиозно-магическим. Сжигание мусора и мёртвых животных — не исключение. Долина Енном (или Хинном) была, соответственно, местом проведения различного рода языческих обрядов, связанных с огнём. В. В. Емельянов в своей книге указывает, что «знаменитая „долина Хинном“ (греч. „геенна“) находилась вблизи южных Солнечных ворот Иерусалима, а устраивавшиеся здесь языческие обряды включали проведение детей через огонь (в раннее время, возможно, человеческие жертвы палящему солнцу). Пророки Ветхого Завета, грозившие долине Хинном Божьей карой, проклятием и запустением, подготовили почву для гневных евангельских и коранических проповедей, обещающих отступникам и грешникам вечные огненные муки». И. Ш. Шифман в книге «Ветхий завет и его мир» также указывает: «Среди обычаев сиро-палестинского региона особое место занимало принесение в жертву (сожжение живьём) богу сыновей жертвователя, практиковавшееся обычно в критической ситуации. Такие жертвоприношения назывались по-финикийски молх, по-еврейски мо́лех… Останки таких жертв хоронили на специальных кладбищах, называвшихся тофе́т… Из еврейского ге Хинном („долина Хинном“) возникло слово „геенна“».

## В Библии

### В Ветхом Завете
Здесь был расположен Тофет — место, где, согласно Библии, идолопоклонники сжигали детей, приносившихся в жертву Молоху.

и устроили высоты Тофета в долине сыновей Енномовых, чтобы сожигать сыновей своих и дочерей своих в огне, чего Я не повелевал и что Мне на сердце не приходило.
— Иер. 7:31
Библия говорит, что после Божьего суда над Иерусалимом это место должно будет называться «долиной убиения» из-за недостатка места для погребения мёртвых (Иер. 19:6,11).
«Проклятая долина» как место вечных огненных мучений грешников упомянута в апокрифичной Книге Еноха.
Еврейский учёный Давид Кимхи в комментарии к (Пс. 27:13) приводит следующие исторические сведения о слове «гехинном»: «А место сие находится в земле, прилегающей к Иерусалиму, и место сие отвратительно; туда бросают нечистоты и трупы. Также там не переставая горит огонь, в котором сжигают нечистоты и кости трупов. Посему и суд над нечестивыми символически назван гехинномом».

### В Новом Завете
В Новом Завете слово «геенна» встречается 12 раз: семь раз в Евангелии от Матфея: 5:22, 5:29, 30, 10:28, 18:9, 23:15, 23:33;
три в Евангелии от Марка: 9:43, 9:45, 47;
по одному разу в Евангелии от Луки: 12:5 и
в Послании Иакова: 3:6.
Из них 6 раз в контексте Судного дня:
- «кто скажет: „безумный“, подлежит геенне огненной» (Мф. 5:22)
- «Если же правый глаз твой соблазняет тебя, вырви его и брось от себя, ибо лучше для тебя, чтобы погиб один из членов твоих, а не всё тело твое было ввержено в геенну. И если правая твоя рука соблазняет тебя, отсеки её и брось от себя, ибо лучше для тебя, чтобы погиб один из членов твоих, а не всё тело твое было ввержено в геенну» (Мф. 5:29-30)
- «И не бойтесь убивающих тело, души же не могущих убить; а бойтесь более Того, Кто может и душу и тело погубить в геенне» (Мф. 10:28)
- «Если же рука твоя или нога твоя соблазняет тебя, отсеки их и брось от себя: лучше тебе войти в жизнь без руки или без ноги, нежели с двумя руками и с двумя ногами быть ввержену в огонь вечный; и если глаз твой соблазняет тебя, вырви его и брось от себя: лучше тебе с одним глазом войти в жизнь, нежели с двумя глазами быть ввержену в геенну огненную» (Мф. 18:8,9)
- «Горе вам, книжники и фарисеи, лицемеры, что обходите море и сушу, дабы обратить хотя одного; и когда это случится, делаете его сыном геенны[14], вдвое худшим вас» (Мф. 23:15)
- «Змии, порождения ехиднины! как убежите вы от осуждения в геенну?» (Мф. 23:33)

## В иудаизме
В Мишне говорится о великом страхе раввинов перед Днём суда. «Передо мной два пути: один в Эдем, другой в геенну огненную, и я не знаю, каким путём меня поведут. Как же мне не плакать?»
Средневековое еврейское предание гласит, что в канун шаббата гаснут огни геенны, в которой грешники искупают свои грехи: а их души на время шаббата получают свободу. На исходе же шаббата эти погибшие души вновь возвращаются в геенну.

## В православии
В простонародье понимается как ад, место вечных мук, место будущего наказания:

Погоди, не избѣжать тебѣ муки вѣчныя, тьмы кромѣшныя, скрежета зубовнаго… Огнь, жупелъ, смола кипучая, геенскія томленія…— П. И. Мельниковъ. Въ лѣсахъ. 1, 3.
Однако такое объединение двух понятий — ада и геенны огненной — вводит в заблуждение. Поэтому иерей Даниил Сысоев разъясняет различие:
Согласно Библии, ада в конце мира не будет. Ад — это камера предварительного заключения. Вместо ада после конца мира будет геенна огненная. «Тогда отдало море мертвых, бывших в нём, и смерть и ад отдали мертвых, которые были в них; и судим был каждый по делам своим. И смерть и ад повержены в озеро огненное. Это смерть вторая» (Откр. 20:13-14).
Смешение понятий «ад» и «геенна огненная» и подмена их одним термином «ад» с последующим применением к ним цитат о сокрушении ада приводит современного богослова А. И. Осипова к активно развиваемой им гипотезе так называемого «всеобщего спасения».
Александр Мень пишет:

ГЕЕННА (евр. Генном) — долина к ю/з от Иерусалима. В эпоху царей там совершались ритуальные убийства в честь языческих богов. Впоследствии Г. была превращена в свалку, где постоянно поддерживали огонь. Начиная со II в. до н. э. Г. стала символом загробного воздаяния за грехи.

## В исламе
Слово «геенна» на арабском языке джаханнам (араб. جهنم‎), родственно другим словам из семитских языков: арам. ܓܗܢܐ, gēhannā; ивр. גהנם‎, gehinnam; и является синонимом ада.
В Коране упоминается как место грядущего ужасающего наказания грешников:

 Джаханнам — место назначенное им (грешникам) всем
— Коран 15:45

 А (грешники) несчастные — в огне, для них там вопли и рёв
— Коран 11:108

 Скажи тем, которые не уверовали: «Вы будете побеждены и собраны в Геенне. Как же скверно это ложе!»
— Коран 3:12

 Воистину, неверующие расходуют своё имущество для того, чтобы сбить других с пути Аллаха. Они будут расходовать его, а затем будут сожалеть об этом, а вслед за тем они будут повержены. Неверующие будут собраны в Геенне,
— Коран 8:36

 В тот день Мы скажем Геенне: «Заполнилась ли ты?» Она скажет: «Нет ли добавки?»
— Коран 50:30

 Поистине, тех, которые не верили в Наши знамения, Мы сожжём в огне! Всякий раз, как сготовится их кожа, Мы заменим её другой кожей, чтобы они вкусили наказания
— Коран 4:59